# Haplophthalmus ionescui
Haplophthalmus ionescui är en kräftdjursart som beskrevs av Radu 1983. Haplophthalmus ionescui ingår i släktet Haplophthalmus och familjen Trichoniscidae. Inga underarter finns listade i Catalogue of Life.